# Каравуково
Каравуково је насељено место које се налази у општини Оџаци, у Западнобачком округу, у Србији. Према попису из 2022. било је 3.586 становника. Већинско становништво чине Срби. Већину становника Каравукова чине људи пореклом из Врања, односно Пчињског округа.

## Називи
Постоје три легенде како је Каравуково добило свој назив. Према првој легенди кад је Сулејман величанствени пошао на Беч, гладни вукови нападну део турске војске која је заостала. Турски заповедник, очајан што споро напредују, шаље извештај о нападу вукова на његов одред, казујући да се овде све црни од вукова.
Према другој легенди турски одред је кренуо из тврђаве Бач у тврђаву Ердут. Због јаке зиме Турци нису успели да пређу Дунав и остали су да преноће шуми на обали. Следећег јутра су их на том месту напали вукови, те су због тога то место назвали Каравуково.
Трећа легенда није везана за Турке, већ за дунавске гусаре. На левој обали Дунава некада се налазила храстова шума кроз коју је пролазио пут до места где се налазила скела. По ритовима, мочвари и шуми са ове стране реке, крили су се одбегли дунавски гусари који су нападали и пљачкали као вукови. Те је по њима насеље добило име.

## Географски положај
Каравуково је у саставу оџачке општине. Каравуково се налази на западној страни оџачке територије. Удаљено је од Оџака пет километара. Тачније налази се на 45° 30′ 0“ северне географске ширине и 19° 12′ 30“ географске дужине источно од Гринича.
На правцу доста неповољних саобраћајних комуникација са другим деловима Србије.
На постанак и формирање насеља, утицали су природни и друштвени услови. Према забележеним картографским подацима, видимо да је Каравуково мењало свој локалитет, због опасности од поплава, померајући се од запада мало према истоку, увек даље од воде и рита.
Данашње Каравуково, треће по реду, изграђено је на месту пустаре Ковачевић уз леву обалу Мостонге, после велике поплаве Дунава из 1770. године која је уништила оба претходна села Старо и Ново Каравуково.

## Историјат места

### Стари век
На археолошкој карти Војводине, коју је израдио Рудолф Шмит у околини данашњег Каравукова обележени су локалитети гробова Сарматa и Јазига.
Премда историчари тврде да Бачка никада није припадала Римском царству, на присуство Римљана у атару Каравукова подсећају узвишења и насипи, који су на Камералној карти из 1764. године уцртани и обележени као Римски шанчеви. Један њихов крак почиње од Апатина и иде у југоисточном правцу преко Пригревице, Дорослова, Српског Милетића, Богојева, Каравукова, Оџака, према Госпођинцима.
Њихово порекло нису још довољно објашњени. Римске шанчеве у Бачкој први пут спомиње 1690. године официр Марсиљи. Такође, Пал Веленрајтер који је вршио ископавање у околини Апатина, Пригревице, Свилојева, Дорослова, Српског Милетића и Каравукова, сматра да су то ипак римски шанчеви. Међутим, о овим узвишењима постоје различита мишљења. Иштвану Ивањију тврди да то нису творевине Римљана, док Јулије Шефер мисли да су то аварски опкопи. Сергеј Кармански претпоставља да су то насипи кроз мочвару који су служили за транспорт терета.
Када су Хуни у петом веку продрли у Панонску низију на простору Каравукова су се налазе Гепиди. У гробном налазу у околини Каравукова, пронађена је копча од сребра са позлатом, вероватно из средине петог века наше ере. Поред копче, нађене су златне наушнице са полиедарском јагодом, украшена дршка једног огледала, кашичица и златник. Тешко је одредити где су израђени ови предмети. Када је о златнику реч мишљења се разликују. Једни га приписују цару Анастазију, а други кажу да новац припада Теодосију II и кован је у Цариграду 443. године. Према новцу, гробни налаз се може датирати у средину петог века или шестог века у Атилино време. Вероватно је припадао источним Готима или Гепидима. Свакако је из времена сеобе народа. Златна копча, данас се налази у народном музеју у Будимпешти.

### Велика сеоба народа
Хуни 375. године својим продором, покрећу све народе на велику сеобу. У шестом веку Авари, за свега десет година, стварају највећу рано-средњовековну државу од Дона до Алпа, Аварски каганат. Археолошки налази Авара су потпуни код Богојева и Оџака. У Каравукову се налазе оштећени приликом изградње канала Дунав-Тиса-Дунав. Са Аварима долазе Словени, а нешто касније ове просторе насељавају и Мађари. Они су били добро организовани и већ у једанаестом веку освајају велику територију. Мађарска управа је целу земљу поделила на административно-територијалне области, жупаније.
До турског освајања, Бачка је била подељена на две жупаније. Бачка жупанија, по граду Бачу, чији су остаци и данас добро очувани и Бодрошка жупанија према граду Бодрогу, који је нестао у таласима Дунава. Границе између ове две жупаније често су се померале.

### Средњи век
У средњем веку ова територија је била густо насељена. Продором Татара у Панонску низију, после битке на реци Шају 11. априла 1241. године, измењена је географска слика овог краја. Болдогасоњтелке је средњовековно насеље из XII века. Налазило се недалеко од Старог Каравукова, насипом десно према Богојеву. На првом завијутку насипа, пронађена је керамика и куће насеља из XII и XIII века, између Каравукова и Мостанице и железничког моста, преко пута локалитета Мостонга I. Основна и темељи цркве на овом локалитету били су видљиви још 1935. године, на месту лево од пута Каравуково – Богојево. Касније, на ово место долази гробље Новог Каравукова.
Камараш је било у близини данашњег Камаришта, према претпоставци Јулија Шефера. Забележено је у бачкој жупанији 1390. године. За време Турске владавине припадало је сомборској нахији. Године 1590. имало је 43 дома. Забележено је у Крушевском поменику. Оба ова насеља Болдогасоњтелке и Камараш припадала су грофу Керестури. Хрватски бан Короги је био протерао породицу Керестури са ових поседа, али је краљ Сигисмунд 26. марта 1390. године вратио поседе законитом власнику грофу Керестури уз помоћ Бачког каптола. Од породице Керестури ове поседе, 1422. године купује породица Алпари.

### Први помен Каравукова и колонизација Немаца
Назив Каравуково први пут је забележен 1543. године. Након насељавања Мађара и касније Срба од 1764. године долази до насељавања немачких колониста. Након чега је требало да уследи пресељење српских становника у друге делове Бачке. Међутим немачки колонисти су основали Ново Каравуково. Ново и Старо Каравуково су потпуно уништени у поплави 1770. године, а насеље на којем се данас налази Каравуково обновљено је недалеко од тог места и становништво су чинили Немци. Током 19. века, многе мочваре су исушене и претворене у пољопривредно земљиште. Узгој и прерада конопље играли су главну улогу.

### Светски ратови
После Првог светског рата место насеље је припало Краљевини Југославији, али током Другог светског рата 1941. године поново је окупирано од стране Мађарске. Године 1944, када су се руске трупе приближавале, мађарске власти су након дугог одлагања наредиле евакуацију села, које је првобитно напустило само трећина становништва. Тек око 1000 људи напустио је то место средином октобра 1944. године и стигло је после месец дана до Аустрије. После рата, колонизовани су људи са југа Србије, највећи број из Врања и горње Пчиње.

## Демографија
У насељу има 1499 домаћинстава, а просечан број чланова по домаћинству је 2,82. У насељу Каравуково 2002. живело је 4048 пунолетних становника, а просечна старост становништва износи 40,9 година (39,7 код мушкараца и 42,0 код жена).
Ово насеље је великим делом насељено Србима (према попису из 2002. године), а у последња четири пописа, примећен је пад у броју становника.
| Година пописа  | 1948. | 1953. | 1961. | 1971. | 1981. | 1991. | 2002. | 2011. |
| Бр. становника | 5008  | 6024  | 6472  | 5925  | 5682  | 5607  | 4991  | 4215  |

| Етнички састав према попису из 2002.‍ | Етнички састав према попису из 2002.‍ | Етнички састав према попису из 2002.‍ | Етнички састав према попису из 2002.‍ | Етнички састав према попису из 2002.‍ |
| ------------------------------------ | ------------------------------------ | ------------------------------------ | ------------------------------------ | ------------------------------------ |
|                                      |                                      |                                      |                                      |                                      |
| Срби                                 | Срби                                 |                                      | 4.869                                | 97,55%                               |
| Мађари                               | Мађари                               |                                      | 26                                   | 0,52%                                |
| Хрвати                               | Хрвати                               |                                      | 14                                   | 0,28%                                |
| Македонци                            | Македонци                            |                                      | 11                                   | 0,22%                                |
| Словаци                              | Словаци                              |                                      | 6                                    | 0,12%                                |
| Југословени                          | Југословени                          |                                      | 5                                    | 0,10%                                |
| Немци                                | Немци                                |                                      | 4                                    | 0,08%                                |
| Румуни                               | Румуни                               |                                      | 3                                    | 0,06%                                |
| Црногорци                            | Црногорци                            |                                      | 2                                    | 0,04%                                |
| Украјинци                            | Украјинци                            |                                      | 2                                    | 0,04%                                |
| Руси                                 | Руси                                 |                                      | 2                                    | 0,04%                                |
| Бугари                               | Бугари                               |                                      | 2                                    | 0,04%                                |
| Русини                               | Русини                               |                                      | 1                                    | 0,02%                                |
| Муслимани                            | Муслимани                            |                                      | 1                                    | 0,02%                                |
| Бошњаци                              | Бошњаци                              |                                      | 1                                    | 0,02%                                |
| непознато                            | непознато                            |                                      | 11                                   | 0,22%                                |

|  |

| Демографија | Демографија | Демографија |
| Година      | Становника  | Становника  |
| ----------- | ----------- | ----------- |
| 1948.       | 5.008       |             |
| 1953.       | 6.024       |             |
| 1961.       | 6.472       |             |
| 1971.       | 5.925       |             |
| 1981.       | 5.682       |             |
| 1991.       | 5.607       | 5.434       |
| 2002.       | 4.991       | 5.089       |
| 2011.       | 4.215       | 4.360       |

|  |

| Демографија | Демографија | Демографија |
| Година      | Становника  | Становника  |
| ----------- | ----------- | ----------- |
| 1948.       | 5.008       |             |
| 1953.       | 6.024       |             |
| 1961.       | 6.472       |             |
| 1971.       | 5.925       |             |
| 1981.       | 5.682       |             |
| 1991.       | 5.607       | 5.434       |
| 2002.       | 4.991       | 5.089       |
| 2011.       | 4.215       | 4.360       |